# Patrick Moerlen
Patrick Moerlen (Fleurier, cantó de Neuchâtel, 15 de febrer de 1955) va ser un ciclista suís professional del 1980 al 1981. Va combinar la pista amb la carretera.

## Palmarès en ruta
- 1984
  - Vencedor d'una etapa del Tour del Mediterrani

### Resultats al Tour de França
- 1981. 78è de la classificació general
- 1982. 83è de la classificació general
- 1984. 96è de la classificació general